# Mirach

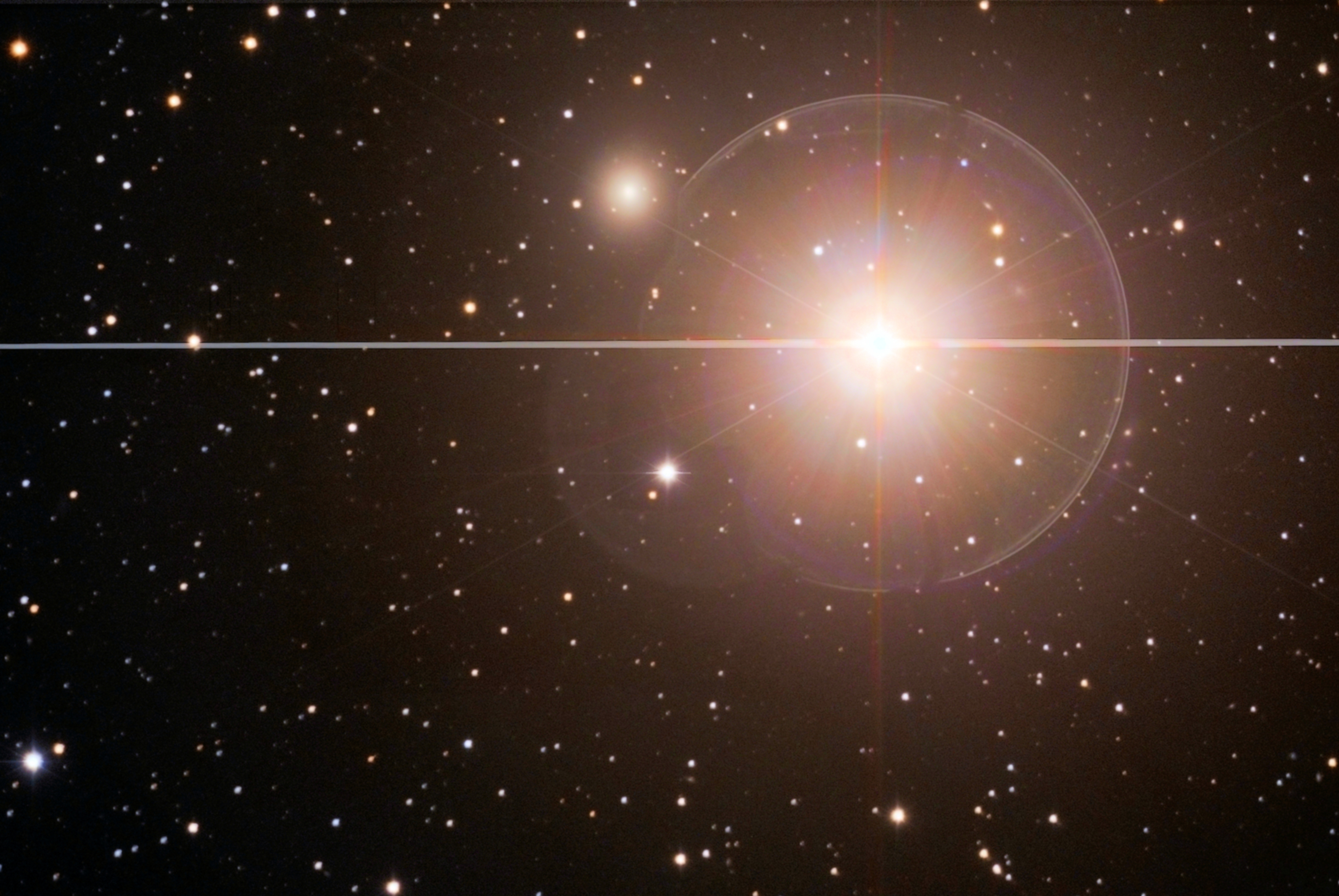
Mirach en NGC 404

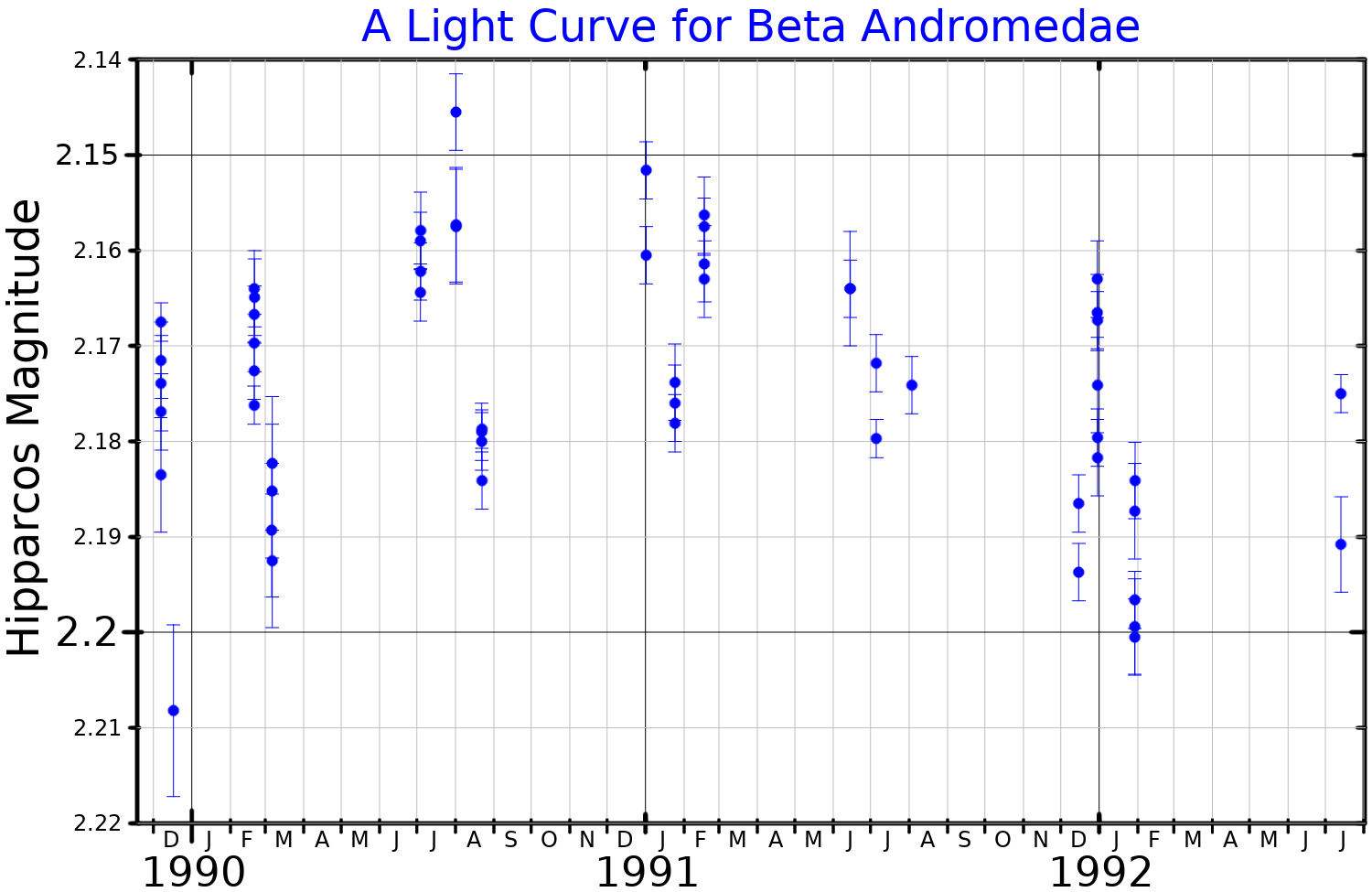
Lichtkromme van Mirach

Mirach (beta Andromedae) is een heldere ster in het sterrenbeeld Andromeda. Deze ster staat pal tussen het Andromedastelsel en het Driehoekstelsel. Mirach staat ook bekend onder de namen Merach, Mirac, Mirak en Al Mizar.
Mirach is een veranderlijke rode superreus en staat 200 lichtjaar van ons verwijderd.